# Les Snorky
 (août 2014).
Si vous disposez d'ouvrages ou d'articles de référence ou si vous connaissez des sites web de qualité traitant du thème abordé ici, merci de compléter l'article en donnant les références utiles à sa vérifiabilité et en les liant à la section « Notes et références ».
Les Snorky (Snorks) est une série télévisée d'animation américano-belge en 65 épisodes de 22 minutes (les 43 premiers épisodes sont divisés en deux segments de 11 minutes) basée sur la bande dessinée créée par le dessinateur belge Nicolas Broca en 1982 (les personnages sont apparus en 1981 sous le nom des Diskies dans un récit inédit de la série Spirou et Fantasio). Produite par Hanna-Barbera Productions (responsables du grand succès des Schtroumpfs), elle fut diffusée entre le 15 septembre 1984 et le 14 janvier 1989 sur le réseau NBC.
En France, les saisons 1 et 2 de la série ont été diffusées à partir du 10 septembre 1986 sur TF1 dans l'émission Vitamine. La saison 3 à partir du 27 mars 1989 sur TF1 dans Club Dorothée et la saison 4 du 8 janvier 1990 au 25 décembre 1990 sur La Cinq dans Youpi ! L'école est finie. Rediffusée à partir de 1995 sur France 3 dans l'émission Bonjour Babar puis sur La Cinquième dans l'émission Ça tourne Bromby. 
Au Québec, elle a été diffusée à partir du 1er décembre 1986 à Super Écran puis rediffusée à partir du 1er septembre 1988 sur Canal Famille.

## Synopsis
Les aventures de petites créatures sous-marines colorées, toujours prêtes à aider en cas de problème. Elles disposent d'une sorte de tuba sur la tête dont elles se servent pour se déplacer sous l'eau.

## Origines
Freddy Monnickendam a été producteur exécutif des Schtroumpfs en 1981 et des Snorky en 1984. Freddy Monnickendam était un homme d'affaires belge qui négocia les droits des Schtroumpfs pour Vader Abraham en 1977. Après cela, il prit la tête de la SEPP (La Société d'Edition, de Presse et de Publicité), une filiale de Dupuis (éditeur des Schtroumpfs) qui s'occupait des produits dérivés des personnages créés par Peyo. Il négocia les contrats entre Dupuis, Peyo, NBC et Hanna-Barbera, pour la création du dessin animé Les Schtroumpfs, et devint producteur exécutif de la première saison. 
Peyo voulait que la série soit aussi fidèle que possible à l'univers qu'il avait créé, mais Monnickendam préféra rendre le dessin animé plus simple à suivre et plus accessible, ce qui causa la détérioration rapide des relations entre les deux hommes, et déboucha sur des actions en justice concernant la répartition des droits et de l'argent généré par la série. Lassé par ces problèmes, Freddy Monnickendam décida de lancer un nouveau dessin animé, intitulé Les Snorky, dont les personnages étaient dessinés par Nic Broca. Monnickendam en acquit tous les droits, espérant égaler le succès des Schtroumpfs, mais le succès des Snorky fut assez limité, et la production s'arrêta vite. 
S'étant détourné des éditions Dupuis, Monnickendam perd la collaboration de l'éditeur et la SEPP est démantelée. Monnickendam continue à travailler avec Hanna-Barbera sur des séries comme Foofur (créée par Phil Mendez), ou Tom et Jerry Kids, mais il n'arrive jamais a réitérer le succès des Schtroumpfs.

### Personnages principaux
- Astral : Jacques Balutin
- Cathy
- Junior
- Daphné
- Harpo
- Dimmy
- Jojo
- Corky
- Oxy
- Gouverneur
- Willie
- Professeur Galéo

### Ennemis
- Bigweed : le méchant de la série.
- Lil' Seaweed
- Doctour Folsnorky

## Épisodes

### Première saison (1984-1985)
1. Voyage à la source / Drôle de scandale (Journey To the Source / Vandal Scandal)
2. Les OFNI / Les Voisins gloutons (Hooked on a Felling / The New Neighbors)
3. L'Espion bec crochu / Pris au piège (Das Boot / Which Snork Snitched)
4. Drôle de tiercé / Snorkymania (Allstar's All-Star Band / Snorkymania)
5. L'Orchestre astral / Le Casque mystérieux (A Snorking We Will Go / Now You Seahorse, Now You Don't)
6. Le Snorky boum / La Chasse au trésor (Snork Dance / Snork Marks the Spot)
7. Le Secret / Junior à la une (Junior's Secret / The Big Scoop)
8. Le Collier de corail / Les Montgolfières (The Blue Coral Necklace / Up, Up and A Wave)
9. L'Aquaplane / Le Monstre du Snorkness (Snorkin Surf Party / The Snorkness Monster)
10. Du ballon rond à l'entrechat / La Collection convoitée (A Snork on the Wild Side / Allstar's Double Trouble)
11. Un choix difficile / La Cage (Fine Fettered Friends / Time Out for Sissies)
12. Moi Jojo, toi Daphné / La Force de l'amitié (Me Jo-Jo, You Daffney / The Old Shell Game)
13. Élection de Mr et Miss Snorkland / Histoire de baleine (The King of Kelp / Whale Tales)

### Deuxième saison (1985-1986)
1. Attention à la Snorkite / Le klaxon avant tout (Snorkitis is Nothing to Sneeze At / The Whole Toot and Nothing But the Toot)
2. Poules mouillées / Au loup (Chicken's of the Sea / Never Cry Wolf-fish)
3. Un amour de trompe / Docteur Folsnorky (A Hard Day's Snork / Learn to Love Your Snork)
4. Astral en eaux douces / Le philtre musical (Allstar's Fresh Water Adventure / Dr Strangesnork)
5. Une affaire de patience / Amies pour l'éternité (It's Just a Matter of Slime / Water Friends For?)
6. La pieuvre de Junior / L'ombre du futur (Junior's Octopuppy / The Shape of Snorks to Come)
7. L'enversnorky / Mon pieuvre ami (Casey and the Doubleheader / The Ugly Yuckfish)
8. Un signe des temps / Devine qui vient dîner ce soir (Gills Just Wanna Have Fun / Guess What's Coming to Dinner)
9. Les branches font la fête / La plus petite sirène (A Sign of the Tides / The Littlest Mermaid)
10. Cathy et le bisnorkyphale / Oh le vilain (I Squid You Not / The Backwards Snork)

### Troisième saison (1987-1988)
1. Dans le ventre de la baleine / Astral est très malade (All's Whale that Ends Well / Allstar's Last Hour)
2. Willie veut faire peur / Le petit cirque aquatique (A Willie Scary Shalloween / Sea Shore Sideshow)
3. Sauvés par les glaces / Snip et Snap (Freeze Save our Town / Snip and Snap)
4. L'empire de Junior / Le dauphin doré[8] (Junior's Empire / The Golden Dolphin)
5. Forage au pôle Snork[8] / La Sorcière des Sables (It's Always Darkest Before the Snork / The Sand Witch)
6. Trahi par son ombre / Harpo est amoureux (The Shady Shadow / Tooter Loves Tadah)
7. Assistance à saumon en danger / L'enlèvement de Daphnée (Salmon Chanted Evening / Daffney's Ransom)
8. Cathy au royaume des sables / Quand la groseille à maquereau rend débile (Casey in Sandland / Reefberry Madness)
9. Les héros ont des tentacules / La momie (A Farewell of Arms / Mummy Snorkest)
10. Jojo en fait trop / Alerte aux extra marins (Jo-Jo in Control / The Day the Ocean Stood Still)
11. Le plus long raccourci / La maison hantée de Snorkyville (The Longest Shortcut / Chills, Drills and Spills)
12. Ténèbres sur Snorkland / La grande aventure de Willie (Taming of the Snork / Willie & Smallstar's Big Adventure)
13. Un Snorky dans une cage dorée / Comment apprivoiser un Snorky (A Snork in a Gilded Cage / The Snorkshire Spooking)

### Quatrième saison (1988-1989)
1. Daphne passe à l'action / Une belle amitié (Daffney's Not so Great Escape / Willie's Best Fiend)
2. Une bombe mémorable / Le jour des juniors (Day of the Juniors / Dr Strangsnork's Bomb)
3. La pieuvre / Une étoile de mer est née (A Starfish is Born / Ooze Got the Snorks)
4. Snorkosaure / On ne sait plus qui est qui (The Silly Snorkasaurus / Who's Who?)
5. La course aux armements / Quand Oxy va dans le grand monde (Battle of the Gadgets / Little Lord Occy)
6. Junior et l'alguessance / Le lagon de la peur bleue (Junior's Fuelish Kelp Rush / The Boo Lagoon)
7. La conquête de l'Ouest / Junior se dédouble (How the Snork was Won / In Junior's Image)
8. Robot Snorky (Robosnork)
9. Les Snorky font du théâtre (Summer and Snork)
10. L'odyssée d'Astral lit de mer (Allstar's Odyssey)
11. Les yeux plus gros que Junior (In Greed we Trust)
12. Un ami encombrant (Jaws Says the Word)
13. Que d'histoire dans la préhistoire (Prehissnorkic)
14. Le pays de glace (Rhyme and Punishment)
15. Compte à rebours (The Wizard of Ice)
16. Snorky des villes (Big City Snorks)
17. Un succès monstre (Nightmare on Snorkstreet)
18. Snorkdrillon (Snorkerella)
19. Robin Snorky (Robin Snork)
20. Daphnée fait du trapèze volant (The Daring Young Snork on the Flying Trapeze)
21. Moby Snorky (Snork Ahoy)
22. Une histoire sans fin (The Story Circle)
23. Les frères ennemis (Oh Brother!)
24. Junior affirme sa personnalité (I'll Be Senior)
25. Papa Snorky monte au créneau (The Day They Fixed Junior Wetworth)
26. Cathy s'envole dans l'espace (The First Snork in Space)
27. La perle magique (Wish or Wish Out)
28. Astral dîne dans la 5e dimension (My Dinner with Allstar)
29. Il ne faut pas se tromper de méchant (All That Glitters is Not Goldfish)

## Voix

### Voix originales
- Robert Ridgely : M. Kelp

### Voix françaises
- Claude Nicot : Narrateur, Astral
- Francine Lainé : Daphnée
- Serge Lhorca : Junior
- Evelyn Séléna : Cathy, Madame Diguedeau
- Albert Augier : Jojo
- Philippe Dumat
- Pierre Trabaud